# Dariusz Goździak
Dariusz Goździak, född den 6 december 1962 i Sulęcin, Polen, är en polsk idrottare inom modern femkamp.
Han tog OS-guld i lagtävlingen i samband med de olympiska tävlingarna i modern femkamp 1992 i Barcelona.